# Sitowo (obwód Płowdiw)
Sitowo (bułg. Ситово) – wieś w południowej Bułgarii, w obwodzie Płowdiw, w gminie Rodopi. Według danych Narodowego Instytutu Statystycznego, 31 grudnia 2011 roku wieś liczyła 53 mieszkańców.

## Położenie
Niewielka, górska wieś malowniczo położona w Rodopach. Mieszkańcy posługują się odrębnym dialektem języka bułgarskiego.

## Historia
Przed dwoma tysiącami lat teren dzisiejszego Sitowa zamieszkiwali Trakowie z plenienia Bessi (jednego z najbardziej wojowniczych plemion trackich), którzy zamieszkiwali trudno dostępne skaliste zbocza gór. Osada była obejmywana w granicach Bizancjum, później mieszkańcy znajdowali się pod niewolą Imperium osmańskiego. W XVIII wieku mieszkańcy brali udział w powstaniach wyzwoleńczych Bułgarii spod panowania tureckiego. Podczas II wojny światowej w miejscowości przybywało wielu partyzantów. W 1946 roku rozpoczęła się elektryfikacja wsi, a w 1950 roku wieś miała już nowy system kanalizacji. W miejscu dawnego meczetu ludzie wybudowali dom kultury. Wcześniej wieś zamieszkiwało około 850 ludzi teraz liczba ta wyraźnie spadła, natomiast w okresie letnim okresowo zjeżdża się wielu turystów lub ludzi chcących wypocząć podczas urlopów.

## Zabytki
Do zabytku miejscowości zalicza się Sitowski nadpis – malowidło ścienne.